# Депортация курдов
Депорта́ция ку́рдов в СССР (курд. Sirgûniya Kurdan ji Qefqasyayê «Изгнание курдов из Кавказа») — сталинские депортации с целью этнический чистки курдского населения из приграничных с Турцией районов. Происходили в параллели с депортацией курдов в Турции (1916—1934) и депортацией курдов в Иране (1934—1938).
Депортация курдов была связана не со Второй мировой войной, а с давлением со стороны Турции, поскольку Турция одновременно занималась депортацией турецких курдов. Турция совершила данное действие через азербайджанское правительство под руководством Джафара Багирова, поддерживающего тесные связи со Сталиным и ОГПУ. Инициативу по депортации курдов была возложена на Армянскую ССР, в частности на Армянскую диаспору Москвы, чтобы тем самым создать раскол между курдами и армянами.
В 1926 году численность курдов в Закавказье составляла 58 тыс. чел.. В 1937 и 1944 году было депортировано суммарно 40,3 тыс. курдов, из которых оценочно погибло 13 тыс. В отличие от ряда других народов, курды были депортированы лишь частично. Депортированные курды были выселены по маленьким группам в пять республик, 14 областей и 110 районов с целью их ассимиляции среди некурдского большинства. После смерти Сталина около половины курдов вернулась в Закавказье, из которых 1/2 ассимилировалась с местным азербайджанским населением, а оставшиеся часть переселились в Россию (главным образом Ставропольский и Краснодарский край, Адыгею), а также в более безопасный и экономически развитый Казахстан, расширив диаспору курдов в Казахстане.
По расчетам исследователей, к 1990 году общая численность курдов в Закавказье, если бы не депортации и другие формы преследования, могла бы составлять около одного миллиона человек, из которых половина жила бы в Азербайджане. Учитывая высокую рождаемость, к началу 2020-х годов суммарная численность курдов в Азербайджане, Армении и Грузии достигала бы двух миллионов человек.

## Предыстория

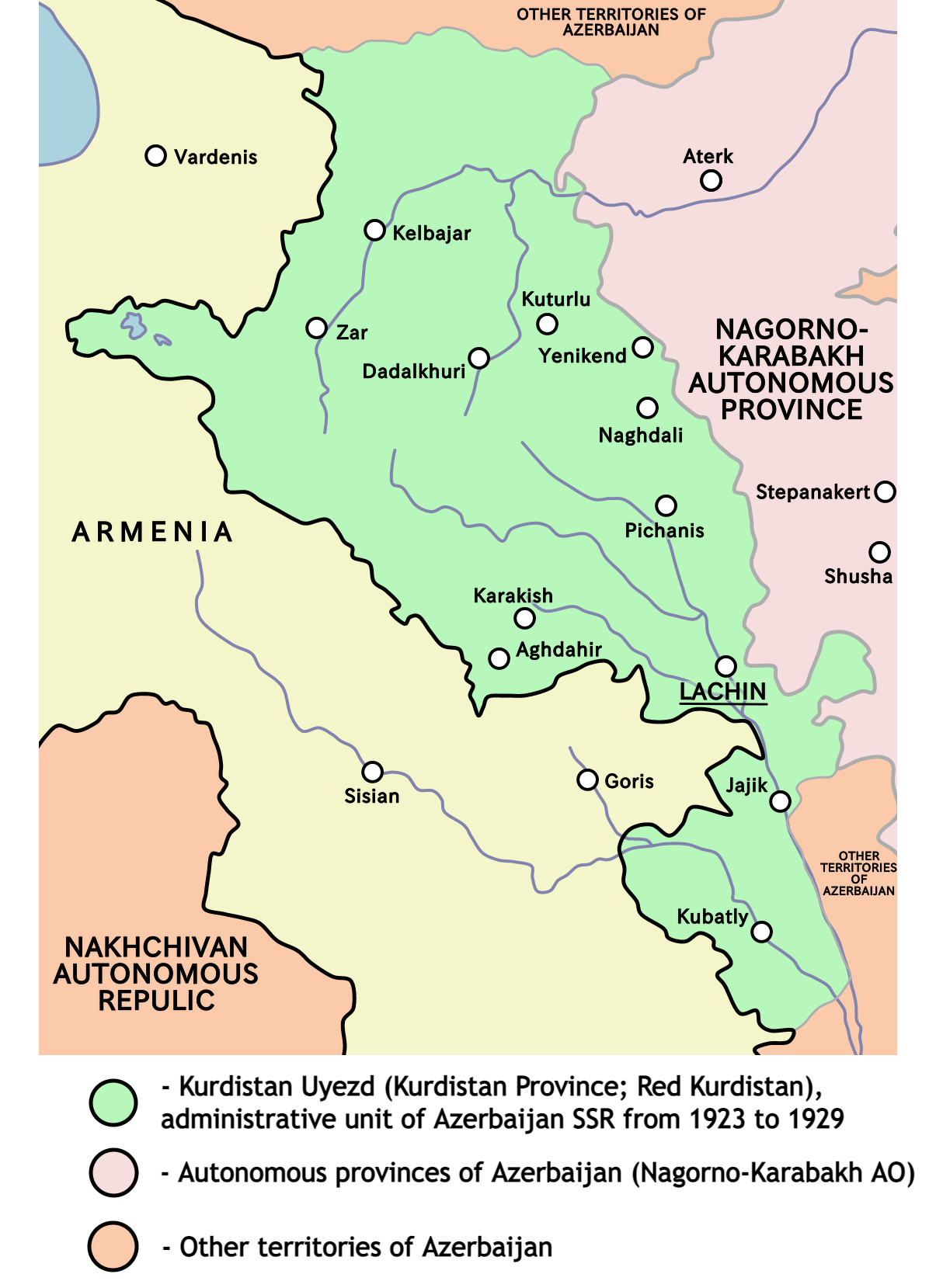
Курдистанский уезд — административная единица в составе Азербайджанской ССР, существовавшая с 1923 по 1929 гг.

С 1921—1925 гг. произошло пятнадцать курдских восстаний против Турецкой Республики. С 16 мая 1926 г. по 8 июля 1937 г. курды подняли Араратское восстание в Турции и Иране за независимость, в ходе которого на границе с СССР образовалась Араратская Курдская Республика. После боев с курдскими повстанцами, в июле 1937 года Турция, Иран и Ирак заключили Саадабский пакт, целью которого было формирование Ближневосточной Антанты против национально-освободительного движения курдов. Это соглашение было поддержано правительством СССР и в этом же году, по распоряжению Иосифа Сталина, началась депортация курдов из Азербайджана и Армении в Среднюю Азию, Казахстан и Алтайский край.
В первой половине XX в., вдоль реки Аракс с советской стороны, начиная с Арташата (в Армении) и до Шарура (в Нахичеване) было около 80 сел с курдским населением, которое впоследствии было выселено с родных мест, а курдские деревня разрушены и пришли в упадок, некоторые — заселены армянами и азербайджанцами. От курдского населения были очищены села Халиса, Шаумян, Кичик-Веди, Шидлу, Захмет, Ерасх и многие другие поселения Араратского района, ранее в значительной степени населенной курдами.

### Депортация армянских курдов в 1918—1919 гг.
Это была не первой депортацией, которой подвергались армянские курды. В 1918—1919 годах Рубен Тер-Минасян, член Дашнакцутюн, и Халиль-паша договорились о выселении курдов из Армении с целью заселения их домов беженцами-армян из Османской империи. Курдское население Армении сократилось с 42 276 чел. (1917) до 13 366 чел. (1921).
К 1800 году курдское население Эриванского ханства составляла 25 800 чел. (37 %), Нахичеванского — 10 000 (28 %) человек.

## Депортации в СССР
«На основании решения Правительства из пограничных районов Армении в ближайшие дни выселяются 425 курдских хозяйств, что ориентировочно составит 2100 человек. Выселяемых расселить в Киргизской ССР».
Поздней осенью 1937 года началась массовая и принудительная депортация курдов с приграничных районов Армянской и Азербайджанской ССР в Среднюю Азию, Казахстан и Алтайский край. Депортация проводилась в жестких, антисанитарных условиях. Курдские радио и другие учреждения, ранее широко развивающиеся среди курдов Армении, были закрыты в 1937 году вплоть до 1950-х гг. Часть курдов вне пограничных зон попало под выселение как кулаки, а позднее, в 1938 и 1949 гг. — как бывшие граждане Ирана и Турции, причем их не выделяли по этнической принадлежности.
По дороге в Среднюю Азию погибло от голода и холода немало людей. Однако, после прибытия депортированных, проблемы курдов не уменьшились, так как их депортировали без средств существования. Курдов депортировали в малонаселенные и непригодные для жизни районы. Большинство взрослых мужчин были депортированы отдельно от женщин и детей, их судьба неизвестна. Советская власть не позаботилась об их социально-материальном положении после принудительной депортации, о чём свидетельствует распоряжение Совета Народных Комиссаров КазССР от 21 апреля 1938 г. председателю Красногорского райисполкома К. Рамазанову «О возврате принадлежащего курдам-переселенцам скота и по вопросу переселения курдов».
В 1944 году произошла депортация 9,8 тыс. курдов, проживавших в Грузии (Батуми). В общей сложности специальными отрядами НКВД было насильственно депортировано более 40 тыс. курдов. По официальным данным, курдов разбросали по шести союзным республикам, 14 областям и 110 районам. Там они считались специальными переселенцами.
Репрессированным курдам запрещалось покидать место жительства, они не имели права поступать в институты, занимать ответственные посты. Переселенным в Среднюю Азию курдам было запрещено называть своих детей курдскими именами. Такие имена просто не регистрировали. Во всех республиках, где размещались курды-переселенцы, в их паспортной графе «национальность» насильственно делалась запись о принадлежности к коренному населению. В случае противления и отказа курдов ожидали репрессии и лишение всех прав.
Лишь в 1956 году Президиум Верховного Совета СССР снял запрет на перемещения курдов, а в 1964 году курдам было формально разрешено возвращаться в родные места.
«Если вы не хотите быть репрессированными, как ваши соплеменниками в Армении и Нахичеванской АССР, то должны навсегда забыть слово «курд».
Так, курдская диаспора в Закавказье де-факто перестала существовать. Езиды, которых не затронула депортация, были объявлены в Армении отдельным от курдов этносом. Спасаясь от депортации, многие курды меняли свою национальность и регистрировались азербайджанцами и «езидами» (взамен «курд-езид»). Курды-мусульмане, которым удалось избежать выселения, смешались с местным азербайджанским населением, потеряв свою этническую принадлежность. До 18 тыс. армянских курдов в ходе Карабахского конфликта стали беженцами и бежали в соседний Азербайджан, Россию и Казахстан. В 1992—1994 гг. порядка 80 % азербайджанских курдов, населяющих исторически территории Карабаха, были изгнаны армянскими силами во время Первой карабахской войны. Многие курды Кыргызстана в 1990-х гг. в ходе притеснений переселились в Россию (главным образом Саратовская, Ростовская, Воронежская, Орловская, Волгоградская, Омская области), а также в более безопасный и экономически развитый Казахстан, расширив диаспору курдов в Казахстане.

## Хронология
- 1937 — депортация курдов Армении и Азербайджана в Казахстан и Среднюю Азию.
- 1944 — депортация курдов из Грузии в Казахстан и Среднюю Азию.
- 1956 — начало реабилитации курдов СССР.
- 1989—1990 — курды из Средней Азии, Казахстана, Закавказья мигрировали в Россию (в отдельные районы Краснодарского и Ставропольского краёв, Ростовской области, Адыгеи).

| Район                            | 1937 год  | 1944 год | Всего     | % выживших | Место выселения                                                                                |
| -------------------------------- | --------- | -------- | --------- | ---------- | ---------------------------------------------------------------------------------------------- |
| Карабах (Красный Курдистан)      | 26 тыс.   | ________ | 26 тыс.   | 76 %       | В четыре союзные республики: - Казахская ССР - Алтайский край - Узбекская ССР - Таджикская ССР |
| Батуми (Аджария)                 | ________  | 9,8 тыс. | 9,8 тыс.  | 55 %       | Казахская ССР Киргизская ССР                                                                   |
| Нахичеван (Шарурский район)      | 2,4 тыс.  | ________ | 2,4 тыс.  | 78 %       | Казахская ССР Киргизская ССР                                                                   |
| Армянская ССР (Араратский район) | 2,1 тыс.  | ________ | 2,1 тыс.  | 66 %       | Киргизская ССР                                                                                 |
| Всего                            | 30,5 тыс. | 9,8 тыс. | 40,3 тыс. | 67 %       | 5 республик, 14 областей, 110 районов                                                          |